# 盧卡·加里塔諾
盧卡·加里塔諾（義大利語：Luca Garritano；1994年2月11日—）是一位意大利足球運動員。在場上的位置是攻擊型中場。現效力於意大利足球乙級聯賽球隊科森扎。